# سيباستيان كارلسون
سيباستيان كارلسون (بالسويدية: Sebastian Karlsson)‏ هو لاعب هوكي الجليد سويدي، ولد في 19 سبتمبر 1986 في غوتنبرغ في السويد.

## وصلات خارجية
- سيباستيان كارلسون على موقع EliteProspects.com (الإنجليزية)
- سيباستيان كارلسون على موقع Eurohockey.com (الإنجليزية)
- سيباستيان كارلسون على موقع HockeyDB.com (الإنجليزية)